# Kris Neville
Kris Ottman Neville (geboren am 9. Mai 1925 in Carthage, Missouri; gestorben am 23. Dezember 1980 in Los Angeles, Kalifornien) war ein amerikanischer Science-Fiction-Autor.

## Leben
Nevilles Eltern waren Gilbert Ottman Neville und Ethyl Mae Neville, geborene Peters. Während des Zweiten Weltkriegs diente Neville im United States Army Signal Corps. Nach dem Krieg studierte er an der University of California, Los Angeles, wo er 1950 mit einem Bachelor in Englisch abschloss. 1957 heiratete er Lil Johnson, die drei Kinder in die Ehe mitbrachte und mit der er zwei weitere Kinder hatte. Er arbeitete als technischer Autor in verschiedenen Firmen der Kunststoff- und Chemieindustrie, darunter der Conveyor Company, Rocketdyne und von 1955 bis 1966 bei Epoxylite in Anaheim, Kalifornien. In den folgenden Jahren war er in Teilzeit bei Epoxylite angestellt und verfasste eine Reihe von Fachbüchern über Epoxidharze und den medizinischen Einsatz von Kunststoffen, insbesondere in der Zahnmedizin, und war Herausgeber eines Handbuchs über Isolierungen für Industriemotoren.
Seine erste Science-Fiction-Erzählung The Hand from the Stars veröffentlichte er 1949 in Super Science Stories. Sein bekanntestes Werk ist Bettyann, über ein auf der Erde zurückgelassenes Alien-Waisenkind. Bettyann hält sich zunächst für einen Menschen, fühlt sich aber fremd und entdeckt schließlich ihre ungewöhnlichen Fähigkeiten (Gestaltwandel, Telepathie) und ihre wahre Natur. Als Besucher von ihrer Welt auf die Erde kommen und sie zu ihrem Heimatplaneten mitnehmen wollen, beschließt sie, auf der Erde zu bleiben. Der Roman von 1970 ist ein Fix-up zweier zuvor erschienener Kurzgeschichten. 1973 folgte dann noch Bettyann’s Children. Donald L. Law beschrieb Bettyann als „eine jener raren SF-Erzählungen, die in keinem anderen Genre hätten erzählt werden können, sich aber dennoch tief mit universellen menschlichen Werten auseinander setzt.“ Nevilles letzter Roman Run, The Spearmaker, den er zusammen mit seiner Frau schrieb, handelt von einem Frühmenschenstamm zu Beginn der letzten Eiszeit und ist nur in japanischer Übersetzung erschienen. Ein weiterer Roman, Thorstein Macaulay, ebenfalls in Kollaboration mit Lil Neville, an dem das Ehepaar 10 Jahre gearbeitet hatte, blieb unveröffentlicht.
1975 wurde Neville für sein Lebenswerk mit dem Forry Award ausgezeichnet.

## Bibliografie
Bettyann (Kurzgeschichtenserie)
- 1 Bettyann (1951)
  - Deutsch: Bettyann. In: Uwe Luserke, Denis Scheck (Hrsg.): Zwischenfall in Luna City. Franckh (Lesefutter), 1983, ISBN 3-440-05196-X.
- 2 Overture (1954)
- Bettyann (1970, Fix-up-Roman)
  - Deutsch: Bettyann — das Mädchen vom anderen Stern. Moewig (Terra Astra #9), 1971.
- 3 Bettyann’s Children (1973)

Romane
- The Unearth People (1964)
- The Mutants (1966)
  - Deutsch: Jenseits der Mondumlaufbahn. Goldmanns Weltraum Taschenbücher #160, 1973.
- Invaders on the Moon (1970, mit Mel Sturgis)
  - Deutsch: Invasoren auf dem Mond. Moewig (Terra Astra #21), 1972.
- Run, The Spearmaker (1975, mit Lil Neville, nur in japanischer Übersetzung als 槍作りのラン erschienen)

Sammlungen
- Mission: Manstop (1971)
  - Deutsch: Experimental-Station. Goldmanns Weltraum Taschenbücher #155, 1973.
- The Science Fiction of Kris Neville (1984)
- Earth Alert!: And Other Science Fiction Tales (2010)
- The 33rd Golden Age of Science Fiction Megapack (2016)

Kurzgeschichten
- The Hand from the Stars (1949)
- Cold War (1949)
  - Deutsch: Kalter Krieg. In: Utopia Science Fiction Magazin #9. Pabel, 1957.
- Dumb Supper (1950, als Henderson Starke)
- Experimental Station (1950)
- Sam and the Live and the Not-Alive Things (1950)
- Every Work Into Judgment (1950)
- Satellite Secret (1950)
- If This Be Utopia … (1950)
- Forbidden Fruit (1950)
- One Leg Is Enough (1950)
- The First (1950)
  - Deutsch: Der Anfang. In: Walter Ernsting (Hrsg.): Utopia Science Fiction Magazin, #5. Pabel, 1956.
- Wind in Her Hair (1950)
- Take Two Quiggies (1950)
- Seeds of Futurity (1951)
- Franchise (1951)
- Casting Office (1951, als Henderson Starke)
- Hunt the Hunter (1951)
- Old Man Henderson (1951)
- Yes and No (1951)
- Hold Back Tomorrow (1951)
- The Last Wobbly (1952)
- Special Delivery (1952)
  - Deutsch: Tödliche Fracht aus dem All. Moewig (Terra #506), 1967.
- Fresh Air Fiend (1952)
- The Opal Necklace (1952)
- Underground Movement (1952)
- The Toy (1952)
- As Holy and Enchanted (1953, als Henderson Starke)
- Gratitude Guaranteed (1953, mit Reginald Bretnor)
- Mission: Manstop (1953)
- Peril of the Starmen (1953)
- The Man with the Fine Mind (1953)
- Earth Alert! (1953)
  - Deutsch: Tödliche Strahlung. Moewig (Terra #492), 1966.
- Mission (1953)
- She Knew He Was Coming (1953)
- It Pays to Advertise (1953)
- Marginal Error (1953)
- Dust Thou Art … (1953)
- Worship Night (1953)
- Going Home (1954)
- Experiment Station (1955)
- Moral Equivalent (1957)
- In the Beginning (1957)
- Closing Time (1961)
  - Deutsch: Am Ende der Zeit. In: Walter Ernsting (Hrsg.): Roboter auf dem Kriegspfad. Heyne (Heyne Science Fiction & Fantasy #3035), 1964.
- Power in the Blood (1962)
- The Winning of the Moon (1962)
- Too Many Eggs (1962, als Kris Melville)
- General Max Shorter (1962)
- Voyage to Far N’jurd (1963)
- New Apples in the Garden (1963)
- Shamar’s War (1964)
  - Deutsch: Der Demagoge. In: Science-Fiction-Stories 44. Ullstein 2000 #83 (3102), 1975, ISBN 3-548-03102-1.
- The Outcasts (1964)
- The Price of Simeryl (1966)
- From the Government Printing Office (1967)
  - Deutsch: Programmierte Erziehung. In: Harlan Ellison (Hrsg.): 15 Science Fiction-Stories II. Heyne (Heyne-Anthologien #34), 1970.
- The Night of the Nickel Beer (1967)
- Ballenger’s People (1967)
  - Deutsch: Notstand. In: Science-Fiction-Stories 62. Ullstein 2000 #119 (3265), 1976, ISBN 3-548-03265-6.
- The Forest of Zil (1967)
- Jeweled City (1968)
- Thyre Planet (1968)
- Pacem Est (1970, mit Barry N. Malzberg)
- The Reality Machine (1970)
- Dominant Species (1971)
- Pater Familias (1972, mit Barry N. Malzberg)
- Medical Practices Among the Immortals (1972)
- Human Error (1973, mit Barry N. Malzberg)
- The Quality of the Product (1973, mit Lil Neville)
- Survival Problems (1974)
- The Man Who Read Equations (1974, mit Lil Neville)
- Arleen (1976, mit Lil Neville)
- Milk into Brandy (1976, mit Lil Neville)
- Another Creator (1981)
- The Bull Fights (1983)
- Object D’Art (1984)

Sachliteratur
- Epoxy Resins (1957, mit Henry Lee)
- Handbook of Epoxy Resins (1967, mit Henry Lee)
- New Linear Polymers (1967, mit Henry Lee)
- Handbook of Biomedical Plastics (1971, mit Henry Lee)
- Adhesive Restorative Dentistry (1974, mit Robert L. Ibsen)
- Industrial Motor Users’ Handbook of Insulation for Rewinds (1977, mit L. J. Regda)
- Charles V. Cagle: Handbook of Adhesive Bonding (1982, als Herausgeber mit Henry Lee)